# The Gentleman from America
The Gentleman from America é um filme norte-americano de 1923, do gênero comédia, dirigido por Edward Sedgwick, com roteiro de George Hull e Raymond L. Schrock.
Estrelado por Hoot Gibson, i filme também teve Boris Karloff em papel não creditado.
O estado de conservação é classificado como desconhecido, que sugere ser um filme perdido.

## Elenco
- Hoot Gibson
- Tom O'Brien
- Louise Lorraine
- Carmen Phillips
- Frank Leigh
- Jack Crane
- Robert McKenzie
- Albert Prisco
- Rosa Rosanova
- Ricardo Cortez
- Boris Karloff